# Sedraž
Sedraž je naselje u slovenskoj Općini Laškom. Sedraž se nalazi u pokrajini Štajerskoj i statističkoj regiji Savinjskoj. 

## Stanovništvo
Prema popisu stanovništva iz 2002. godine naselje je imalo 170 stanovnika.